# Current Opinion in Oncology
Current Opinion in Oncology is een internationaal, aan collegiale toetsing onderworpen wetenschappelijk tijdschrift op het gebied van de oncologie. De naam wordt in literatuurverwijzingen meestal afgekort tot Curr. Opin. Oncol. Het wordt uitgegeven door Lippincott Williams & Wilkins en verschijnt tweemaandelijks. Het eerste nummer verscheen in 1989.